# Matsés

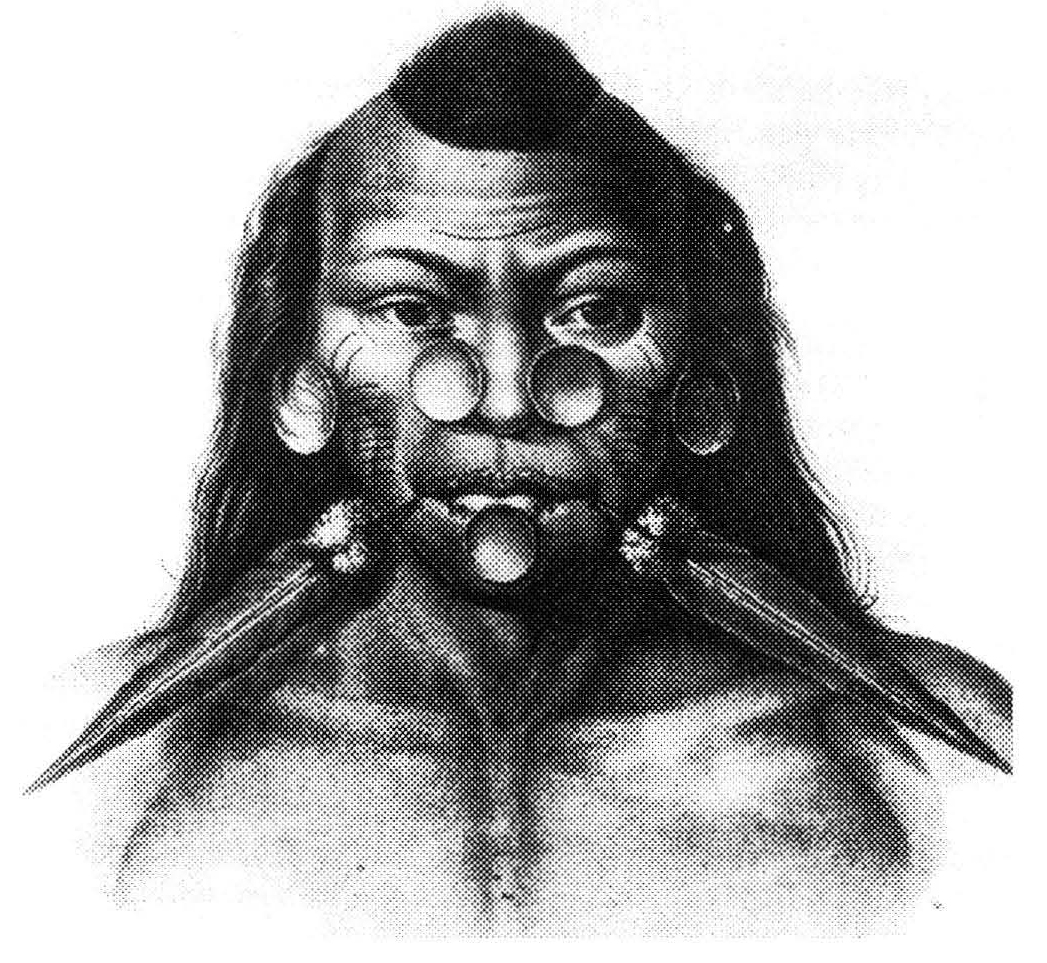
Indivíduo Matsé (Maxuruna)

Os Matsés, Matses, também chamados Mayoruna ou Maxuruna são um grupo indígena que representa o ramo mais setentrional da família etnolinguística pano. Habitam a região de fronteira Brasil-Peru, em comunidades distribuídas ao longo da bacia do rio Javari, no extremo oeste da Amazônia brasileira, e na Terra Indígena Vale do Javari, onde vivem  junto com outros povos falantes de línguas das famílias linguísticas Pano (Matis, Kulina-Pano, Korubo, Marubo) e  Katukina (o povo Kanamari). Encontram-se também na aldeia Lameirão  (município de Atalaia do Norte)  e na Terra Indígena Marajaí (municío de Alvarães), além do Peru.
Apesar da proximidade geográfica e linguística das línguas matis e matsés, trata-se de línguas  distintas.
Os Matsés são também denominados  Mayoruna, um termo de origem quechua (mayu = rio; runa = gente), usado a partir do século XVII por colonizadores e missionários para se referirem a grupos que habitavam a região do baixo Ucayali, do alto Solimões e da  bacia do Javari 

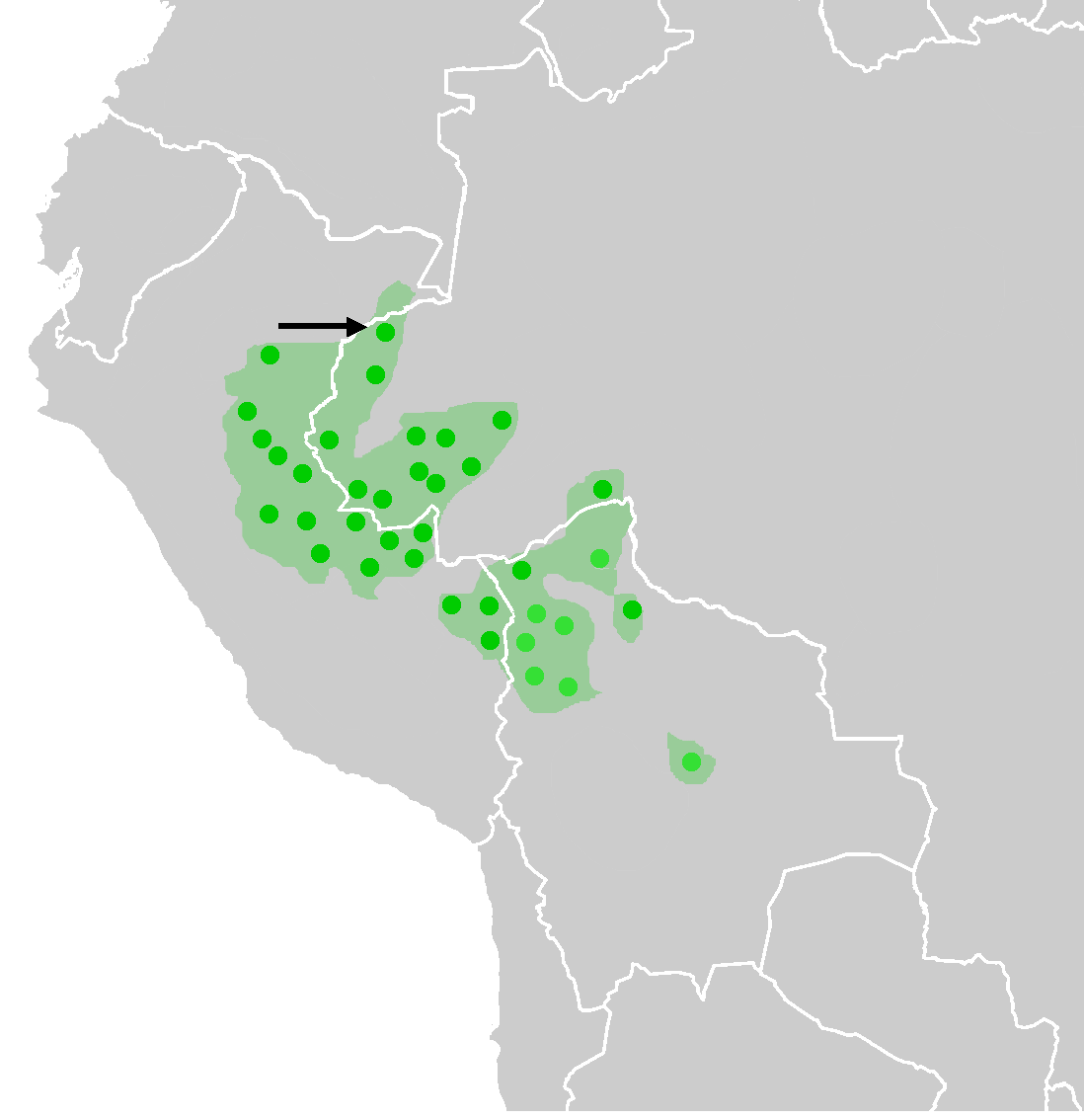
Mapa com a localização dos Matsés/Maioruna.

Já o termo matses (e sua variante, matis) significa "gente", aplicando-se a diferentes indivíduos ameríndios que ocupam um território contínuo: umanuc matses, por exemplo, signifca "gente do exterior" e  mananuc matses, "gente do centro". Às vezes, matses se refere também a gente parecida com os chamados Matses, mesmo quando  pertenecente a outra tribo.

## História
Segundo Beatriz Matos, antropóloga da Universidade Federal do Pará e pesquisadora associada ao Centro de Trabalho Indigenista (CTI), a população Matsés hoje é resultado de uma composição de vários povos que antes habitavam malocas distintas e nem sempre falavam línguas mutuamente inteligíveis. A formação do grupo que vem se constituindo como etnia e autodefinindo-se como "matsés" deu-se principalmente pela sucessiva incorporação de cativos (principalmente mulheres e crianças) de outros grupos da região.
Ao longo do século XX, até a década de 1960, os Matsés empreenderam ataques a diferentes malocas ou grupos, muitas vezes falantes de línguas Pano. Nestes ataques, a prática era de exterminar os homens e raptar mulheres e crianças, que eram incorporadas às famílias dos guerreiros como esposas e filhos.
A poligamia era associada à captura de mulheres; desta maneira, os Matsés foram tornando-se um grupo de famílias cada vez mais numerosas, compostas por pais Matsés e mães “estrangeiras”. Entre 1974-76, no assentamento do alto Choba (Peru), foi registrada a presença de “74 cativos de no mínimo 10 grupos lingüísticos, incluindo falantes do que pareciam ser dialetos do Matsés (mutuamente compreensíveis, mas com alguns vocábulos distintos), falantes de outras línguas ameríndias e falantes de espanhol e português. Dos dez grupos, os Matsés extinguiram ao menos quatro”. Já dados obtidos no Brasil em 1975 fazem referência a duas brasileiras e uma peruana raptadas entre os Matsés do igarapé Lobo. Também há informações de 1980 que registram cinco mulheres Kulina-Pano na aldeia Trinta e Um; uma brasileira, um peruano e uma peruana na aldeia Lameirão.

## Medicina tradicional
Em 2012, cinco dos últimos xamãs da tribo se reuniram para a Enciclopédia de Medicina Tradicional Matsés, com mais de 500 páginas. Todos os curandeiros envolvidos no projeto moravam em aldeias localizadas do lado peruano da fronteira, mas o conhecimento diz respeito a toda região.  Cada um deles cuidou de um capítulo da obra. Nela registraram nomes de plantas, animais, doenças e sua relação com a floresta. Outros cinco membros mais jovens da tribo ajudaram a escrever os textos e a fotografar as plantas. Todas as informações foram reunidas e passadas para o computador por um Matsés especializado na transcrição escrita de sua língua. As entradas da enciclopédia são categorizadas pelo nome da doença, com explicações de seus sintomas e quais tratamentos devem ser usados. Com apoio da ONG Acaté Amazon Conservation, o trabalho deve ser publicado apenas no idioma do próprio grupo indígena e nunca seja traduzido, nem divulgado fora das comunidades. A apropriação indevida do conhecimento indígena por empresas farmacêuticas e universidades estrangeiras tem longo histórico na Amazônia.